# Mercedes Brea López
Mercedes Brea López (A Estrada, 31 de maig de 1950) és una professora, investigadora i escriptora gallega, catedràtica de Filologia Romànica de la Universitat de Santiago de Compostel·la. És una dels més destacades investigadores de la lírica medieval gallega i creadora de la base de dades de la lírica gallegoportuguesa amb el seu corpus complet informatitzat.

## Trajectòria
Llicenciada en Filosofia i Lletres (secció de filologia romànica) per la Universitat de Santiago de Compostel·la, va obtenir el Premi extraordinari fi de carrera i el Premi nacional fi de carrera de 1972. A l'any següent va començar la seva carrera docent en la mateixa universitat, on també es va doctorar en Filologia Romànica. El 1983 deixà la labor docent a la Universitat de Santiago per a incorporar-se a la Universitat de Granada, en la qual obtingué càtedra a l'any següent. Tornà a la USC el 1986, on ocupà el càrrec de degana de la Facultat de Filologia l'any 2000. Té deixebles de càtedra a Còrdova i a Montpeller.
En l'àmbit de la recerca ha dirigit diversos projectes de recerca. Destaca per coordinar el grup de recerca GI-1350 de la USC, responsable de l'acció Cost IS1005 Edat Mitjana Europea, impulsar i dirigir la Xarxa d'estudis medievals interdisciplinaris que subvenciona la Junta de Galícia i exercir d'investigadora principal en el projecte «El cançoner de joglars gallecs», a més del projecte Lírica gallegoportuguesa, que es desenvolupa al CRPIH, del qual sorgeixen les bases de dades MedDB, BiRMED i PalMed.

## Obra
Mercedes Brea ha escrit almenys 32 articles en revistes, 8 llibres, coordinat 6 obres col·lectives i col·laborat en altres 48. Destaquen les seves obres sobre la lírica gallegoportuguesa.